# Cultura Yingpu

Culturas neolíticas antigas em Taiwan.

A cultura Yingpu (chinês: 營埔文化, pinyin: Yíngbù Wénhuà) foi uma antiga cultura neolítica (3500 AP - 2000 AP)  localizada na região centro-oeste de Taiwan. Ficava distribuída aproximadamente pela cidade de Taichung, no condado de Changhua e no condado de Nantou, especialmente nos rios Choshui, Tatu e Tachia .
O sítio está localizado na Vila Yingpu em Dadu, Taichung, e foi descoberto em 1943 por Kokubu Naoichi (国分直一), um arqueólogo japonês. As escavações dessa cultura também são encontradas em vários outros sítios arqueológicos, como Shuitiliao (水底寮), Tamalin (大馬璘) e Tapingting (大坪頂). Cerâmicas e vermelhas e pretas também foram encontradas nesses sítios.